# Del the Funky Homosapien
Teren Delvon Jones (nacido el 12 de agosto de 1972 en Oakland, California), conocido como Del the Funky Homosapien o Sir DZL, es un músico de Hip-Hop alternativo, productor y cantante.
Del formó parte de la banda de su primo Ice Cube llamada Da Lench Mob e hizo su primer álbum como solista llamado I Wish My Brother George Was Here, con el soporte de su primo en 1991 (con “Brother George” se refiere a George Clinton). Los críticos y fanes han mezclado opiniones sobre el álbum, muchas sensaciones de que los estilos de Del y Ice Cube no eran compañeros idénticos. Del decidió partir caminos con su primo para su próximo álbum, No Need for Alarm, el cual le permitió a él encontrar su propio estilo, y también empezó su propio grupo, Hieroglyphics.
En 1998, Hieroglyphics debutó con su primer álbum LP, Third Eye Vision, en el cual Del brilló. Este álbum fue tan bien recibido por los fanes que por la crítica. Dos años después, Del lanzó Both Sides of the Brain, y en el 2001, lanzó Deltron 3030 con Dan “the Automator” Nakamura y Kid Koala, el cual garantizaba un elogio extremo por su combinación de beats y flow con un estilo futurístico. Deltron 3030 ayudó a expandir la audiencia de Del, aunque no tanto al comercio principal.
En el 2003 lanzó Full Circle, su segundo álbum con Hieroglyphics. Este último álbum ha tenido diversas críticas, con alguna gente que le gusta su originalidad y su exhibición de talentos del grupo entero, mientras que algunos se han quejado que Del se lo ha visto solo esporádicamente en el álbum, como si fuera un invitado.
Junto con su grupo, Del ha establecido su propia discográfica independiente, Hieroglyphics Imperium, la cual principalmente consiste en Hiero y algunos otros que colaboran.
Las letras de Del a veces reflejan su interés, ofreciendo humor y temas que no se encuentran fácilmente en la mayoría del hip-hop nuevo, incluyendo juegos de vídeo, mala higiene, batallas de rap intergalácticas, entre otros. En el 2001, la canción "If You Must" fue agregada al soundtrack del juego Tony Hawk's Pro Skater 3. En el 2003, la canción "Positive Contact" de Deltron 3030 fue agregada al soundtrack del juego Tony Hawk's Underground. En el 2005, el tema "Burnt featuring Hieroglyphics" fue agregada al juego Tony Hawk’s American Wasteland.
también su canción "catch a bad one" fue agregada Getting Up.
Del está trabajando en su próximo álbum que se llamará "11th Hour" el cual vendrá con DVD y un CD.

## Discografía
- I Wish My Brother George Was Here (1991)
- No Need for Alarm (1993)
- Future Development (1997 – en línea; 2002 – Lanzamiento en Estados Unidos)
- Both Sides of the Brain (2000)
- Eleventh Hour (2008)
- Funk Man (The Stimulus Package) (2009)
- Automatik Statik (2009)
- It Ain't Illegal Yet (2010)
- Golden Era (2011)
- Root Stimulation (2012)

## Otros proyectos y apariciones
- Judgment Night (soundtrack); (con Dinosaur Jr.) (1993)
- Handsome Boy Modeling School, So... How's Your Girl? (1999)
- Deltron 3030 (2000)
- Deltron 3030 (versión instrumental) (2001)
- Gorillaz (2001)
- One Big Trip (soundtrack) (2002)
- Handsome Boy Modeling School, White People (2004)
- Deltron 3030 Event II (2013)
- Craig Of The Creek (2018)
- Cracker Island (Captain Chicken) (2023)